# Sur-mesure
Le sur-mesure est une opération qui consiste en la fabrication d'un bien ou la prestation d'un service adapté à une personne ou à un but selon des spécifications personnalisées,.
Issu du domaine de la mode, le concept du sur-mesure, ou « sur mesure », a tout d'abord désigné la réalisation d'une pièce d'habillement (chemise, chaussures, costume) à la morphologie et aux désirs du client. En fonction du niveau d'intervention du tailleur ou du couturier, et parfois de son lieu géographique, le sur-mesure peut prendre diverses dénominations, de grande mesure en France, bespoke en Angleterre, ou su misura en Italie. Traditionnellement, le sur-mesure est opposé au prêt-à-porter.

## Demi, petite et grande mesure

### Demi-mesure
La demi-mesure, est un processus majoritairement industriel. Il consiste à confectionner un vêtement à partir d'un patron préexistant. Est utilisé alors un modèle disponible qui est ajusté aux mensurations, à la morphologie, aux demandes du client,,. Le choix du tissu nettement plus large que pour le prêt-à-porter, des formes, de la doublure ou des boutons est alors possible. L'assemblage se fait ensuite à la machine et certaines finitions peuvent éventuellement être manuelles telles que la couture des doublures, boutonnières, ou l'intérieur du col ; cet assemblage est le plus souvent réalisé à l'étranger, que ce soit en Allemagne ou en Italie, en Europe de l'Ouest plus généralement, ainsi que parfois en Europe de l'Est ou en Chine. La pièce en demi-mesure ne nécessite que deux à trois rendez-vous avec le tailleur, peu de travail manuel et son prix de vente est environ de deux à six fois inférieur à la grande mesure,. La demi-mesure est parfois envisagée comme une alternative permettant d'« échapper aux imperfections du prêt-à-porter et offre plus de possibilités de correction que la simple retouche d'un modèle de prêt à porter ».
Certaines marques, comme Lanvin, la française John Aston, Savile House by Scabal — anciennement fournisseur de tissu qui œuvre maintenant en demi-mesure —, Camps de Luca ou encore l'historique Cifonelli, ces deux derniers étant « parmi les tailleurs les plus prestigieux de » Paris, sont réputées pour la création de costumes en demi-mesure (mais également en grande mesure pour certaines), avec des tissus fournis par Dormeuil ou Loro Piana par exemple.

### Petite mesure
La petite mesure est proche de la demi-mesure : utilisation d'un patron existant et adaptation à la morphologie du client. Mais la confection est artisanale et se fait à la main.

### Grande mesure
« Dans la grande mesure, rien n'existe avant que le client ait commandé ».
La grande mesure, le « vrai sur mesure », consiste à réaliser un exemplaire unique d'un vêtement.
Une chemise nécessite de dix à vingt points de mesure du corps,, un costume vingt à trente. À l'issue de cette prise de mesure, un patron est réalisé. Cinquante à soixante-dix heures de travail sont alors nécessaires à la confection du costume,. Les choix sont larges, comprenant parfois plusieurs milliers de tissus, ainsi que de nombreuses autres options de détails concernant les poches, les revers, ou l'emplacement des coutures.
La grande majorité des coutures sont réalisées à la main. La grande mesure impose un atelier le plus souvent sur place, et la présence d'un maitre tailleur. Il est admis qu'un costume en grande mesure à une durée de vie bien plus longue qu'en prêt-à-porter, jusqu'à plusieurs générations parfois.
Le sur-mesure permet d'améliorer la ligne de celui qui porte le vêtement, de corriger ses imperfections de morphologie, et lui donne une bien meilleure aisance,. De plus, le tailleur conservant les mesures du client, la petite ou grande mesure devient un gain de temps pour la réalisation des prochaines pièces, bien que le patron soit renouvelé au bout de quelques années ; malgré tout l'attente du produit fait partie intégrante du sur-mesure.

#### Bespoke
Le terme anglais de bespoke, ou bespoke tailoring est généralement considéré comme l'équivalent du français « sur mesure ». Toutefois, le mot vient du verbe anglais bespeak qui signifie « commander ». Il existe donc un décalage entre le sens généralement attribué au terme et sa signification littérale, née à une époque où la différence entre le sur-mesure et la demi-mesure n'existait pas et où seule comptait la différence entre la disponibilité immédiate et la fabrication sur commande. Cette ambiguïté du terme anglais a été mise en lumière par une décision de 2008 de l'Advertising Standards Authority. Dans une décision de juin 2008, l'organisme régulateur britannique, saisi d'une plainte concernant une publicité pour un tailleur en demi-mesure ayant décrit ses produits comme « bespoke », a considéré qu'« aussi bien un costume entièrement sur mesure (fully bespoke) qu'en demi-mesure (made-to-measure) était « fait à la demande » (made-to-order), dans la mesure où il était fabriqué précisément selon les mesures et les choix du client et non prêt-à-porter, [que] le client s'attendait à ce qu'un costume bespoke soit fait selon ses mesures et ses choix [et que] la majorité des personnes ne s'attend toutefois pas à ce que le costume soit entièrement fait à la main à partir d'un patron entièrement coupé à partir de rien »,.
La tradition du bespoke tailoring est symbolisée depuis deux siècles par la rue de Savile Row à Londres. Face à la prédominance du prêt-à-porter, particulièrement à partir des années 1960, les tailleurs installés dans cette rue savent perpétuer une tradition, malgré une baisse notable de l'activité économique depuis des décennies. Au début des années 2000, afin de clarifier la notion de sur-mesure, les tailleurs se réunissent au sein de la Savile Row Bespoke Association et établissent une charte précise, :
Le pure bespoke, « variante anglaise et hyper exigeante du vêtement sur-mesure », désigne une « pièce unique entièrement conçue selon vos mesures, un cran au-dessus du sur-mesure », définie par la prise de plusieurs dizaines de mesures afin d'offrir « une réalisation 100 % manuelle, un patron spécifique pour chaque client, un minimum de 50 heures de travail, un choix de plus de 2 000 tissus et des dizaines de détails de fabrication qui signent un incomparable savoir-faire »,. Ce terme désigne plus exactement le contrat implicite entre le tailleur et son client, qui s'étend sur plusieurs semaines ou mois avec les nombreux essayages successifs ainsi que le suivi de la confection étape par étape. C'est une relation personnelle établie entre un tailleur, unique, et l'acheteur,.

## Historique

### Préambule
Historiquement, le sur-mesure est partie intégrante de la confection : les couturières de proximité réalisent les demandes des clients, la relation se fait directement avec le fabricant. C'est également le cas pour les tailleurs avant que ceux-ci ne connaissent — pour certains — une renommée internationale dès le XIXe siècle à l'image de Redfern par exemple. Avec l'apparition de l'industrialisation, et des premières machines à coudre au début du XXe siècle puis les tout premiers prémices d'une forme de prêt-à-porter dans les années 1920-1930, les choses changent : l'image du couturier, un style établi, ou la marque prennent le dessus au détriment de la relation personnelle et locale. Avec la délocalisation, la fabrication s'éloigne, tout comme la responsabilité du client de s'impliquer dans la conception d'un produit qu'il choisit depuis la toute première étape alors que celui-ci n'existe pas encore.

### Pour femme
La haute couture, tradition parisienne datant symboliquement de 1868, est depuis toujours totalement indissociable du sur-mesure féminin et s'oppose au prêt-à-porter. Dans les années suivantes, sont distinguées la « petite couture », la « moyenne couture », et la « haute couture », terme d'usage réglementé. Les réglementations édictées après la Guerre par la Chambre syndicale précisent que les modèles de haute couture « doivent être reproduits sur mesures de la cliente par l'entreprise elle-même […] et comporter un ou plusieurs essayages sur la cliente ou son mannequin ». Chaque collection du grand couturier présente plusieurs réalisations, souvent à l'état de prototype ; celles-ci sont ensuite confectionnées à la commande, la cliente pouvant modifier des options comme le tissu, les longueurs, les encolures,… La couturière « première d'atelier », pour avoir réalisé le modèle d'origine, se charge généralement de cette commande, et supervise les prises de mesures puis essayages. Le sur-mesure peut également être réalisé sur un mannequin de bois personnalisé pour les clientes ne pouvant se déplacer. De la même façon, certains chausseurs disposent d'une forme en bois, sorte de moulage du pied, pour ses clientes les plus prestigieuses. Pour les femmes, le sur-mesure concerne donc les vêtements, mais également les chaussures ou les sacs à main. Les grands chausseurs mondiaux, comme Christian Louboutin par exemple, proposent un service parfois de grande mesure ou plus souvent de petite mesure, et le maroquinier Fendi propose certains de ses sacs en petite mesure avec diverses options.

### Pour homme
Aux environs des années 2000, face à la standardisation des marques mondialisées de prêt-à-porter et pour le choix de retourner à l'authentique, le sur-mesure du vestiaire masculin marque un retour notable dans les habitudes,, notamment en demi-mesure. D'une manière plus générale, les dépenses de l'homme dans l'habillement sont en nette progression ; l'IFM souligne qu'aux alentours des années 2010, les dépenses vestimentaires des hommes subissent moins de récession que les vêtements féminins. Cette période débute symboliquement avec l'arrivée d'Hedi Slimane à la direction artistique de Dior Homme, événement qui marque un tournant avec des collections rencontrant un grand succès.
Depuis seulement quelques années ou depuis des décennies, plusieurs grandes marques créent ou perpétuent la tradition du sur-mesure à l'image d'Hermès, Lanvin, Paul Smith, Gucci, Ralph Lauren, Pape dans le 7e arrondissement, Cifonelli dans le 8e Starck & Sons, Dior Homme, Brioni, Francesco Smalto qui est Entreprise du patrimoine vivant de par son savoir-faire, Thuillier Paris ou encore Charvet. La marque Hugo Boss, leader mondial du costume en prêt-à-porter, créé en 2013 un département de confection en demi-mesure et les italiens de Dolce & Gabbana proposent un service de sur-mesure pas très loin de Savile Row et Gucci lance une collection disponible en demi-mesure. Le marché du sur-mesure masculin reste donc dynamique avec l'arrivée de ces multiples nouveaux intervenants, émanant parfois du domaine du prêt-à-porter, travaillant en petite ou demi-mesure.
L'intérêt du sur-mesure, activité artisanale et locale tenue le plus souvent par des artisans indépendants des grands groupes de luxe, est symbolisé par le rachat du tailleur Arnys en 2012 par le premier groupe de luxe mondial, LVMH, sous le principe de « la notion de transmission du savoir-faire ». Tailleur réputé établi depuis 1933 à Paris, spécialiste de grande mesure,, celui-ci compte parmi ses clients Jean Cocteau, François Mitterrand, Laurent Fabius, François Fillon, ou Pierre Bergé et de nombreux dandys. Toutes les réalisations de la maison peuvent être confectionnées sur mesure au premier étage de celle-ci, ou en prêt-à-porter. De même, pour la chemise, Charvet reste farouchement indépendant.
Le traditionnel tailleur reste une « zone neutre », un lieu d'échange où on discute, on échange, on se confie. Chaque essayage, comparées parfois à des « rites d'initiation », pouvant durer une heure, tous les sujets sont abordés, en toute discrétion. L'Univers des tailleurs pour homme est exclusivement masculin et les clients sont, le plus souvent, non accompagnés.
Pour la chemise, il reste dans les années 2010 moins d'une dizaine de spécialistes en France capables de fabriquer en grande mesure tels Charvet ou Maison Courtot. Certaines marques, à l'image de Ralph Lauren ou Zilli proposent des services de demi mesure.
Le domaine de la chaussure occupe également de nombreux bottiers fabriquant sur mesure, comme le chausseur d'origine londonienne John Lobb, ou le maître d'art Pierre Corthay qui précise : « Notre société a besoin de racines, d'objets fabriqués par de vrais humains, avec de la vraie matière, une histoire, une consistance ». Une paire de chaussures sur mesure peut nécessiter cinquante heures de main d’œuvre.

## Autour du vêtement
Le « sur-mesure » peut concerner également la fabrication d'un objet unique ne servant pas à s'habiller ou la prestation d'un service adapté à une personne ou à un but selon des spécifications personnalisées. Dans ce cas, seuls les désirs du client importent. L'usage veut que soit utilisé également le terme de « commande spéciale »,.
Dans un domaine lié à la mode, le sur-mesure est également pratiqué par des malletiers tel que Moynat, Louis Vuitton, le très ancien Goyard, ou encore les plus récents Ephtée ou Pinel & Pinel, ; ceux-ci savent répondre à n'importe quelle demande de dimensions et d'intégrations d'éléments extérieurs les plus divers. La joaillerie est également un domaine habitué à la commande spéciale réalisée aux souhaits des acheteurs (et parfois à la morphologie dans le cas d'une bague ou d'un bracelet). La fabrication se fait à la main chez un artisan joaillier disposant de son atelier et d'un sertisseur de pierres. Le sur-mesure débute par le choix d'une pierre pour laquelle sera façonné le bijou, ou à partir d'un dessin, d'un croquis, permettant d'envisager le bijou sur lequel seront montées les pierres ultérieurement. La demi-mesure est également pratiquée, avec des bijoux dont la monture existe déjà et que le client peut adapter suivant ses goûts et son budget. L'optique est également un domaine où le sur-mesure existe, à l'image du lunetier maître d'art Christian Bonnet qui peut prendre jusqu'à quinze mesures pour la fabrication de lunettes. Pour la grande majorité de ces entreprises, la notion de Made in France est « un gage essentiel, vital même », y compris pour vendre à l'étranger.